# Margaret Mitchell
Pour les articles homonymes, voir Mitchell et Margaret Mitchell.
Œuvres principales
- Autant en emporte le vent (1936)

Margaret Munnerlyn Mitchell, née le 8 novembre 1900 à Atlanta (États-Unis) et morte le 16 août 1949 dans la même ville, est une écrivaine américaine, autrice du célèbre roman Autant en emporte le vent.

## Biographie
Margaret Munnerlyn Mitchell, appelée par les siens Peggy Mitchell, est née à Atlanta, Géorgie, le 8 novembre 1900, dans une famille sudiste. La jeune fille grandit dans une famille aisée, bercée par les récits des anciens confédérés sur la guerre de Sécession. Tout le long de son enfance, elle écrit des nouvelles et des pièces de théâtre.
En 1916, âgée d'à peine 16 ans, elle écrit un premier roman, Lost Laysen, dont le manuscrit original a été estimé (par une maison de vente aux enchères) à un montant compris entre 70 000 et 90 000 dollars. Il ne sera publié pour la première fois aux États-Unis qu'en 1996.
En 1922, elle commence à écrire pour l'Atlanta Journal, où elle écrit plus de 130 articles. Fortement marquée par l'histoire de ses ancêtres, Margaret Mitchell s'en est inspirée pour l'écriture de son célèbre roman. En 1926, quand elle se casse la cheville, elle commence à écrire Autant en emporte le vent.  Ce livre lui permet de gagner le Prix Pulitzer en 1937. Le livre sera traduit en plus de 27 langues, avec plus de 30 millions d'exemplaires vendus. Il est longtemps considéré comme la seule et unique œuvre de Margaret Mitchell, mais plus récemment, quelques textes de jeunesse sont publiés, dont un bref roman, Lost Laysen, écrit avant ses 20 ans.
Malgré le succès d'Autant en emporte le vent, elle n'a pas écrit d'autres livres.
Aujourd'hui la maison de Margaret Mitchell située dans le centre-ville d'Atlanta, est ouverte au public. Elle est inscrite au Registre National des Lieux Historiques.

## Famille et ancêtres
Son père est Eugene Muse Mitchell, un riche avocat, et sa mère, Mary Isabel Stephens, dite Maybelle, une militante féministe suffragiste.
La famille Mitchell est sudiste de longue date. Un ancêtre de Margaret Mitchell a quitté l’Écosse pour venir s'installer dans le Comté de Wilkes (Géorgie), en 1777. Son grand-père paternel, Russell Crawford Mitchell, s'engage dans l'armée confédérée en juillet 1861 et est sévèrement blessé à la bataille de Sharpsburg. Après la guerre civile, il fait fortune en vendant du bois de construction à Atlanta. Il eut 12 enfants de deux épouses, dont l'ainé est le père de Margaret Mitchell.
Du côté de sa mère, ses grands-parents sont John Stephens, un propriétaire terrien, capitaine dans l'armée confédérée pendant la guerre, ayant investi après la guerre civile dans la construction du tramway d'Atlanta, et Annie Fitzgerald, elle-même fille de Philip Fitzgerald, qui avait émigré d'Irlande et possédait une plantation dans le Comté de Clayton (Géorgie). L'histoire de Scarlett O'Hara semble calquée en partie sur l'histoire de cette grand-mère.

## Vie privée et mort
En 1918, elle est bouleversée lorsqu'elle apprend que son fiancé, Clifford Henry, est mort pendant la Première Guerre mondiale. Peu de temps après, en janvier 1919, sa mère Maybelle meurt, victime de l'épidémie de grippe espagnole.
En 1922, devenue journaliste pour l'Atlanta Journal Magazine, Margaret Mitchell doit composer avec une vie sentimentale tumultueuse, partagée entre deux hommes qu'elle aime et qu'elle finira par épouser à deux ans d'intervalle. Elle épouse en premières noces Red Upshaw, mais ils divorcent en 1924, et elle se remarie à John Marsh en 1925. Il semble que le personnage de Rhett Butler dans Autant en emporte le vent ait été inspiré par son premier mari qui la maltraitait et la brutalisait[évasif]. Elle n'a eu aucun enfant de ses deux mariages.
En 1926, elle quitte le journalisme, en raison de problèmes de santé, et s'ennuie chez elle, jusqu'à ce que son époux lui conseille d'écrire un livre pour s'occuper. En 1936, après dix années d'un travail laborieux, dont trois d'écriture, elle met un point final à l’œuvre qui la rendra célèbre dans le monde entier : Gone with the wind, traduite dans l'édition française par Autant en emporte le vent. Récompensée l'année suivante par le prix Pulitzer, l'œuvre est adaptée au cinéma en 1939 par Victor Fleming dans le film homonyme.
Le 11 août 1949, alors qu'elle se rend en compagnie de son mari John Marsh au cinéma, elle est percutée en traversant la rue par Hugh Gravitt, un chauffeur de taxi qui, après le travail conduisait en excès de vitesse, en état d'ébriété et à contre-sens. Elle tombe dans le coma et meurt cinq jours plus tard au Grady Memorial Hospital. Gravitt sera condamné à dix-huit mois de prison en novembre 1949 et en effectuera presque onze. Il meurt en 1994 à l'âge de 74 ans.

## Adaptation cinématographique
- 1939 : Autant en emporte le vent réalisé par Victor Fleming, avec Vivien Leigh (Scarlett O'Hara) et Clark Gable (Rhett Butler).